# Колганов, Михаил Александрович
Колганов Михаил Александрович (род. 9 мая 1980 года, г. Лениногорск) — казахстанский легкоатлет, мастер спорта Республики Казахстан международного класса, чемпион Азии 2002 года.

## Биография
На Олимпиаде 2004 года в Афинах в предварительном забеге был 6-м на дистанции 800 метров с результатом 1:47,36 и в дальнейшей борьбе не участвовал.
Чемпион Азии 2002 года (Коломбо, Шри-ланка) на 800-метровке. На Восточно-Азиатских играх 2001 года (Осака, Япония) победил на двух дистанциях: 800 м и 1500 м.
Неоднократный чемпион Казахстана на дистанциях 800 и 1500 метров.
Обладатель рекорда Казахстана на дистанции 800 метров.

## Персональные рекорды

### на открытом воздухе
- 800 м — 1:46,99 мин — Алматы  Казахстан (10.06.2004)
- 1500 м — 3:44,31 мин — Тула  Россия (13.06.2006)

### в помещениях
- 800 м — 1:48,89 мин — Москва  Россия (17.02.2004)
- 1500 м — 3:48,89 мин — Москва  Россия (22.02.2001)